# Närtajaure
Närtajaure är en sjö i Sorsele kommun i Lappland och ingår i Umeälvens huvudavrinningsområde. Sjön har en area på 0,759 kvadratkilometer och ligger 602,2 meter över havet. Närtajaure ligger i Vindelfjällen Natura 2000-område. Sjön avvattnas av vattendraget Närtabäcken.

## Delavrinningsområde
Närtajaure ingår i det delavrinningsområde (727250-153641) som SMHI kallar för Utloppet av Närtajaure. Medelhöjden är 682 meter över havet och ytan är 27,48 kvadratkilometer. Det finns inga avrinningsområden uppströms utan avrinningsområdet är högsta punkten. Närtabäcken som avvattnar avrinningsområdet har biflödesordning 3, vilket innebär att vattnet flödar genom totalt 3 vattendrag innan det når havet efter 320 kilometer. Avrinningsområdet består mestadels av skog (85 procent). Avrinningsområdet har 0,93 kvadratkilometer vattenytor vilket ger det en sjöprocent på 3,4 procent.